# Фрассо-Сабино
Фрассо-Сабино (итал. Frasso Sabino) — коммуна в Италии, располагается в регионе Лацио, в провинции Риети.
Население составляет 685 человек (2008 г.), плотность населения составляет 155 чел./км². Занимает площадь 4 км². Почтовый индекс — 2030. Телефонный код — 0765.
Покровителем коммуны почитается святой апостол Пётр в веригах, празднование 23 августа.

## Демография
Динамика населения:

## Администрация коммуны
- Официальный сайт: http://www.comune.frassosabino.ri.it/